# Coupe arabe des vainqueurs de coupe de football 1995
Navigation
Le Caire 1994 Amman 1996
La coupe arabe des vainqueurs de coupe de football 1995 est la sixième édition de la coupe arabe des vainqueurs de coupe, la compétition mise en place par l'UAFA. Les meilleures équipes du monde arabe vainqueurs des coupes nationales participent à cette compétition.

## Compétition

### Qualifications
- Match aller (2 octobre 1995 à La Marsa) : Avenir sportif de La Marsa (Tunisie) - Association sportive d'Aïn M'lila (4-0)[1] ;
- Match retour (14 octobre 1995 à Aïn M'lila) : Association sportive d'Aïn M'lila - Avenir sportif de La Marsa (2-0)[réf. nécessaire].

Les représentants du Maroc et de la Libye déclarent forfait pour les éliminatoires[réf. nécessaire].

### Phase finale
Groupe A
| Rang | Équipe                   | Pts | J | G | N | P | Bp | Bc | Diff |  | Résultats (▼ dom., ► ext.) |  |     |     |     |     |
| ---- | ------------------------ | --- | - | - | - | - | -- | -- | ---- |  | -------------------------- |  | --- | --- | --- | --- |
| 1    | Étoile sportive du Sahel | 12  | 4 | 4 | 0 | 0 | 6  | 0  | +6   |  | Étoile sportive du Sahel   |  | 1-0 | 2-0 | 1-0 | 2-0 |
| 2    | Ghazl El Mahallah        | 7   | 4 | 2 | 1 | 1 | 4  | 2  | +2   |  | Ghazl El Mahallah          |  |     | 2-0 | 1-1 | 1-0 |
| 3    | Al-Faisaly Club          | 4   | 4 | 1 | 1 | 2 | 5  | 7  | -2   |  | Al-Faisaly Club            |  |     |     | 4-2 | 1-1 |
| 4    | Kazma SC                 | 2   | 4 | 0 | 2 | 2 | 4  | 7  | -3   |  | Kazma SC                   |  |     |     |     | 1-1 |
| 5    | AS Aïn M'lila            | 2   | 4 | 0 | 2 | 2 | 2  | 5  | -3   |  | AS Aïn M'lila              |  |     |     |     |     |

Groupe B :
| Rang | Équipe          | Pts | J | G | N | P | Bp | Bc | Diff |  | Résultats (▼ dom., ► ext.) |  |     |     |     |     |
| ---- | --------------- | --- | - | - | - | - | -- | -- | ---- |  | -------------------------- |  | --- | --- | --- | --- |
| 1    | Club africain   | 12  | 4 | 4 | 0 | 0 | 8  | 2  | +6   |  | Club africain              |  | 1-0 | 4-1 | 1-0 | 2-1 |
| 2    | Al Riyad SC     | 7   | 4 | 2 | 1 | 1 | 6  | 3  | +3   |  | Al Riyad SC                |  |     | 2-2 | 2-0 | 2-0 |
| 3    | Al Ahly         | 7   | 4 | 2 | 1 | 1 | 7  | 7  | 0    |  | Al Ahly                    |  |     |     | 1-0 | 3-1 |
| 4    | Al Ittihad Alep | 3   | 4 | 1 | 0 | 3 | 3  | 4  | -1   |  | Al Ittihad Alep            |  |     |     |     | 3-0 |
| 5    | Al Nasr Dubaï   | 0   | 4 | 0 | 0 | 4 | 2  | 10 | -8   |  | Al Nasr Dubaï              |  |     |     |     |     |

#### Demi-finales
| Équipe 1                 | Résultat | Équipe 2          |
| ------------------------ | -------- | ----------------- |
| Étoile sportive du Sahel | 2 - 0    | Al Riyad SC       |
| Club africain            | 1 - 0    | Ghazl El Mahallah |

#### Finale
| 12 octobre 1995 | Étoile sportive du Sahel | 0 - 1 a. p. | Club africain      | Stade olympique de Sousse, Sousse |                          |
|                 |                          |             | Maâloul 97e (pen.) | Arbitrage : Saïd Belqola          | Arbitrage : Saïd Belqola |